# Thomas Podella
Thomas Podella (* 2. Oktober 1955 in Wanne-Eickel) ist ein deutscher Theologe und Altorientalist. Er war als Privatdozent an der Universität Münster tätig.

## Leben
Podella studierte Evangelische Theologie und Altorientalistik an der Kirchlichen Hochschule Wuppertal und der Eberhard-Karls-Universität zu Tübingen.
Im Jahr 1987 wurde er an der Kirchlichen Hochschule Berlin bei Peter Welten mit einer Arbeit über „Fasten: Kollektive Trauer um den verborgenen Gott“ promoviert. Von 1982 bis 1991 war er Wissenschaftlicher Assistent am Biblisch-Archäologischen Institut der Universität Tübingen sowie Mitarbeiter von Walter Groß am Forschungsprojekt zur althebräischen Syntax.
Von 1991 bis 1995 war er Hochschulassistent bei Bernd Janowski an der Ruprecht-Karls-Universität zu Heidelberg. Dort habilitierte er sich 1994 mit einer Arbeit zum „Lichtkleid JHWHs: Untersuchungen zur Gestalthaftigkeit Gottes im Alten Testament und seiner altorientalischen Umwelt“. Von 1995 bis 2000 vertrat Podella Alttestamentliche Professuren an den Universitäten Siegen, München und Münster. Von 1998 bis 2002 war er Leiter eines Forschungsprojekts „Transformationen kultischer Darstellungen im altisraelischen Tempelritual“ im Rahmen des DFG-Projekts „Theatralität“ (Koordinatorin Erika Fischer-Lichte).

## Schriften
- Das Lichtkleid JHWHS: Untersuchungen zur Gestalthaftigkeit Gottes im Alten Testament und seiner altorientalischen Umwelt, Tübingen : Mohr, 1996 (= Forschungen zum Alten Testament, 15) (Habilschrift)
- Ṣôm-Fasten: kollektive Trauer um den verborgenen Gott im Alten Testament, Butzon & Bercker, Kevelaer, 1989 (= Alter Orient und Altes Testament, 224) (Diss.)
- (Hrsg. mit Peter Riede) Spuren eines Weges: Freundesgabe für Bernd Janowski zum fünfzigsten Geburtstag am 30. April 1993, Heidelberg, 1993
- (Redaktion mit Siegfried Mittmann u. a.) Der Königsweg: 9000 Jahre Kunst und Kultur in Jordanien und Palästina, Katalog zur Ausstellung im Rautenstrauch-Joest-Museum, Köln, vom 3. Oktober 1987 – 27. März 1988, von Zabern, Mainz 1987
- Beiträge und Rezensionen in Fachzeitschriften und Sammelbänden; Artikel in Der Neue Pauly, Evangelisches Kirchenlexikon, Handbuch religionswissenschaftlicher Grundbegriffe (Hrsg. H. Cancik), Harenbergs Lexikon der Weltliteratur, Neues Bibel-Lexikon (Hrsg. von M. Görg u. a.), Religion in Geschichte und Gegenwart, Theologische Realenzyklopädie